# Jimramovské Pavlovice
Jimramovské Pavlovice (německy Paulowitz bei Ingrowitz) jsou osada ležící v kraji Vysočina, v okrese Žďár nad Sázavou a spadají pod obec Věcov, od které leží asi 1,5 km východním směrem.

## Historie
První písemná zmínka o Jimramovských Pavlovicích pochází z roku 1350. Původně byla osada rozdělena na dvě části, které patřily různým majitelům. Obě části se spojily pod jednu vrchnost v roce 1462. Částí obce Věcov se Jimramovské Pavlovice staly v roce 1964.

## Zajímavost
Komín bývalého lihovaru obývají čápi bílí. V obci se v druhé polovině 20. století vyráběly testovací vzorky vína z mrkve.